# Abu Dżabbar
Abu Dżabbar (arab. أبو جبار) – miejscowość w Syrii, w muhafazie Aleppo. W 2004 roku liczyła 2821 mieszkańców.